# Iglit-Baco nationalpark
Iglit-Baco nationalpark är en nationalpark på ön Mindoro i centrala Filippinerna och en av parkerna under begreppet ASEAN Heritage Parks. Parken är 754,45 kvadratkilometer stor och omgärdar bergen Iglit och Baco i de inre delarna av ön. Parken instiftades 1970 i kraft av republikens akt nr 6148. 2003 listade ASEAN den som en av sina fyra arvsparker i Filippinerna. Nationalparken är också, sedan 16 maj 2006, uppsatt på landets tentativa världsarvslista.

## Tamarauen
I parken har Tamarauen sitt habitat, ett litet, hovdäggdjur av släktet Bubalus, en art som bara finns i Filippinerna. Den är en av de mest utrotningshotade djurarterna i världen. Det var av denna anledning parken grundades, först som ett vilt- och fågelreservat 1969 med en areal om 89,56 km², och året efter som en nationalpark med en betydligt större areal.

## Övrig flora och fauna
Vid sidan om tamarauen, finns andra former av djurliv i parken såsom Mindororåttan, Rusa marianna och vildsvin. Ett antal fågelarter lever också i nationalparken däribland Mindorokejsarduva, Mindorodvärguv, Svartmaskad sporrgök, Mindoroblomsterpickare och Luzonduva.
Några viktiga inhemska växtarter finns i parken, bland annat Kalantasträdet, Tindalo, Almaciga, Kamagong och Jadevin.